# Sokoli
Sokoli (Falconiformes) jsou řád ptáků.

## Taxonomie
Sokoli (Falconiformes) spolu s pěvci (Passeriformes) a papoušky (Psittaciformes) jsou na základě poznatků molekulární biologie a genomiky řazeni do skupiny ptáků Eufalconimorphae. Pěvci a papoušci tvoří nadřád Psittacopasserae (syn. Psittacimorphae, Passerimorphae). Psittacopasserae je sesterská skupina sokolů (Falconiformes).
Falconiformes byl donedávna název řádu dravců, do něhož byla řazena jako jedna z čeledí čeleď sokolovití (Falconidae). Na základě publikovaných fylogenetických analýz (2006, 2008) dokládajících, že sokolovití nejsou přímo příbuzní s dravci, vznikl řád Falconiformes čili sokoli a řád Accipitriformes čili dravci.
Řád sokoli má dvě čeledi:
- Falconidae (Leach, 1820) – sokolovití (viz níže);
- Horusornithidae (Mourer-Chauviré, 1991) s jediným rodem a druhem, vyhynulým Horusornis vianeyliaudae.

## Popis
Společné znaky sokolovitých:
- malí až středně velcí draví ptáci;
- již od kořene silně zahnutý zobák s ostrým zejkem na hranách po každém boku, jemuž odpovídá zářez na hraně dolní čelisti;
- ptáci s denní aktivitou (někteří jsou aktivní i za soumraku, loví netopýry, např. ostříž australský,[5] ostříž rudobřichý,[6] sokolec volavý);[7]
- zpravidla špičatá křídla.

Nejmenším zástupcem sokolovitých je dřemlík tundrový (hmotnost 180–230 g).
Největším raroh lovecký (hmotnost samce 960–1300 g, samice 1400–2000 g).
- Ptáci rodu Falco (sokol) mají výborně vyvinutý zrak a jsou rychlými letci, někteří loví převážně ve vzduchu, kořist stíhají střemhlavým letem.
- Obratnými letci jsou i příslušníci rodů Micrastur a Herpetotheres (sokolec), Polihierax a Spiziapteryx (sokolík).
- Sokolci rodu Micrastur mají mimořádně dobrý sluch a obratně létají mezi stromy v hustých lesích; někteří mají končetiny přizpůsobené i k lovu po zemi.
- Dobře vyvinutý čich mají ptáci, kteří se živí významnou měrou mršinami – rody Ibycter, Milvago, Phalcoboenus (čimango) a Caracara (karančo).
- Ptáci rodu Caracara (karančo) mají dobře vyvinuté nohy, potravu hledají i při chůzi a loví v běhu.
- Sokol stěhovavý je nejrychlejším tvorem současného světa, při střemhlavém letu dosahuje rychlosti až kolem 389 km/h.[10]

## Výskyt
Sokolovití jsou rozšířeni kosmopolitně. Kromě Antarktidy žijí na všech kontinentech. Zcela chybějí pouze v nejhustějších lesních porostech střední Afriky, na některých ostrovech, na samém kraji Arktidy a v Antarktidě. Některé druhy jsou široce rozšířené, zejména sokol stěhovavý, typický zástupce čeledi, který se vyskytuje od Grónska po Fidži, a má tedy ze všech dravých ptáků nejrozsáhlejší areál.
Sokolci rodu Micrastur jsou endemické druhy na americkém kontinentu.

## Ekologie
Sokolovití obývají všechny typy suchozemského prostředí. Osídlili řadu biotopů od tropických deštných pralesů po pouště, přičemž dávají přednost otevřené krajině, okrajům lesů a lesním mýtinám, kde mají vhodné podmínky k lovu.
Některé druhy jsou stálé, některé – zejména zástupci rodu Falco – jsou alespoň částečně tažné, přičemž ptáci hnízdící v Eurasii obvykle migrují do Afriky. Tažným druhem je např. dřemlík tundrový, jehož pravidelná zimoviště jsou v jižní a západní Evropě.
Hnízdo stavějí ve skalních stěnách, na římsách či ve skalních výklencích, poštolka seychelská i ve skalních puklinách. Dále hnízdí na stromech (v bezlesých oblastech i na křovinách, např. karančo jižní), v různých dutinách včetně ptačích budek, v budovách či výklencích budov; poštolka jižní zahnízdí také v hlinitých stěnách. Na zemi hnízdí dřemlík tundrový, jiní na zemi zahnízdit mohou (karančo jižní, ostříž novozélandský, sokol stěhovavý). Někteří nestavějí vlastní hnízdo, ale obsazují stará hnízda po jiných ptácích, zejm. po dravcích a po krkavcovitých (poštolka obecná, p. šedá aj., raroh lovecký, r. velký, sokol stěhovavý, sokolík kropenatý). Hnízdí nejen ve volné krajině, ale někteří již i ve městech (poštolka obecná, sokol stěhovavý aj.).
Převážně hnízdí jednotlivě, některé druhy někdy i v koloniích (poštolka obecná, ostříž jižní, ostříž arabský, sokolík kropenatý). Značně společenským druhem je např. poštolka rudonohá, která má tendenci hnízdit ve volných koloniích, jež mívají někdy až 200 párů.
Jsou zpravidla monogamní. U sokolíka malého byla zaznamenána polyandrie.
Velké druhy snášejí většinou 2–4 vejce, na kterých sedí obvykle jen samice, snůška menších druhů je početnější. Mláďata jsou nidikolní (krmivá).
Sokolovití se živí drobnými savci, jinými druhy ptáků, plazy, nejrůznějšími bezobratlými, případně mršinami (např. čimangové, karančové). Někteří také obírají o potravu jiné ptáky (kleptoparazitismus), např. karančo jižní.
Loví zpravidla samostatně, ale např. karančo jižní dokáže lovit i v párech nebo ve skupinách.

## Žijící druhy sokolovitých
(11 rodů, 65 druhů)
- Rod Caracara – karančo
  - Caracara cheriway, Jacquin 1784 – karančo chocholatý
  - Caracara plancus, J. F. Miller 1777 – karančo jižní
- Rod Daptrius – čimango
  - Daptrius ater, Vieillot 1816 – čimango temný
- Rod Herpetotheres – sokolec
  - Herpetotheres cachinnans, Linnaeus 1758 – sokolec volavý
- Rod Ibycter – čimango
  - Ibycter americanus, Boddaert 1783 – čimango rudohrdlý
- Rod Micrastur – sokolec
  - Micrastur buckleyi, Swann 1919 – sokolec obojkový
  - Micrastur gilvicollis, Vieillot 1817 – sokolec amazonský
  - Micrastur mintoni, Whittaker 2003 – sokolec tropický
  - Micrastur mirandollei, Schlegel 1862 – sokolec tmavohřbetý
  - Micrastur plumbeus, W. L. Sclater 1918 – sokolec tmavý
  - Micrastur ruficollis, Vieillot 1817 – sokolec pralesní
  - Micrastur semitorquatus, Vieillot 1817 – sokolec lesní
- Rod Microhierax – sokolík
  - Microhierax caerulescens, Linnaeus 1758 – sokolík obojkový
  - Microhierax erythrogenys, Vigors 1831 – sokolík filipínský
  - Microhierax fringillarius, Drapiez 1824 – sokolík zakrslý
  - Microhierax latifrons, Sharpe 1879 – sokolík bornejský
  - Microhierax melanoleucus, Blyth 1843 – sokolík černobílý
- Rod Milvago – čimango
  - Milvago chimachima, Vieillot 1816 – čimango žlutavý
  - Milvago chimango, Vieillot 1816 – čimango šedonohý
- Rod Phalcoboenus – čimango
  - Phalcoboenus albogularis, Gould 1837 – čimango argentinský
  - Phalcoboenus australis, J. F. Gmelin 1788 – čimango falklandský
  - Phalcoboenus carunculatus, Des Murs 1853 – čimango andský
  - Phalcoboenus megalopterus, Meyen 1834 – čimango horský
- Rod Polihierax – sokolík
  - Polihierax insignis, Walden 1872 – sokolík bělokostřecový
  - Polihierax semitorquatus, A. Smith 1836 – sokolík malý
- Rod Spiziapteryx – sokolík
  - Spiziapteryx circumcincta, Kaup 1852 – sokolík kropenatý
- Rod Falco – sokol – nejznámější rod, 38 druhů
  - Falco alopex, Heuglin 1861 – poštolka rezavá
  - Falco amurensis, Radde 1863 – poštolka amurská
  - Falco araea, Oberholser 1917 – poštolka seychelská
  - Falco ardosiaceus, Vieillot 1823 – poštolka šedá
  - Falco berigora, Vigors & Horsfield 1827 – raroh proměnlivý
  - Falco biarmicus, Temminck 1825 – raroh jižní
  - Falco cenchroides, Vigors & Horsfield 1827 – poštolka australská
  - Falco cherrug, J. E. Gray 1834 – raroh velký
  - Falco chicquera, Daudin 1800 – dřemlík rudohlavý
  - Falco columbarius, Linnaeus 1758 – dřemlík tundrový
  - Falco concolor, Temminck 1825 – ostříž arabský
  - Falco cuvierii, A. Smith 1830 – ostříž africký
  - Falco deiroleucus, Temminck 1825 – ostříž rudoprsý
  - Falco dickinsoni, P. L. Sclater 1864 – poštolka Dickinsonova
  - Falco eleonorae, Géné 1839 – ostříž jižní
  - Falco fasciinucha, Reichenow & Neumann 1895 – sokol malý
  - Falco femoralis, Temminck 1822 – ostříž aplomado
  - Falco hypoleucos, Gould 1841 – raroh šedý
  - Falco jugger, J. E. Gray 1834 – raroh lagar
  - Falco longipennis, Swainson 1838 – ostříž australský
  - Falco mexicanus, Schlegel 1850 – raroh prériový
  - Falco moluccensis, Bonaparte 1850 – poštolka molucká
  - Falco naumanni, Fleischer 1818 – poštolka jižní
  - Falco newtoni, J. H. Gurney 1863 – poštolka madagaskarská
  - Falco novaeseelandiae, J. F. Gmelin 1788 – ostříž novozélandský
  - Falco pelegrinoides, Temminck 1829 – sokol šahin
  - Falco peregrinus, Tunstall 1771 – sokol stěhovavý
  - Falco punctatus, Temminck 1821 – poštolka mauricijská
  - Falco rufigularis, Daudin 1800 – ostříž rudobřichý
  - Falco rupicoloides, A. Smith 1829 – poštolka bělooká
  - Falco rusticolus, Linnaeus 1758 – raroh lovecký
  - Falco severus, Horsfield 1821 – ostříž rezavobřichý
  - Falco sparverius, Linnaeus 1758 – poštolka pestrá
  - Falco subbuteo, Linnaeus 1758 – ostříž lesní
  - Falco subniger, G. R. Gray 1843 – raroh černý
  - Falco tinnunculus, Linnaeus 1758 – poštolka obecná
  - Falco vespertinus, Linnaeus 1766 – poštolka rudonohá
  - Falco zoniventris, W. Peters 1854 – poštolka proužkovaná
  - hybrid Falco rusticulus × cherrug – sokol lovecký

## Chov
Některé druhy sokolovitých jsou využívány v sokolnictví. Velice ceněný sokolnický dravec je např. raroh lovecký, sokol stěhovavý či raroh jižní.
Řada druhů je chována v soukromých chovech a zoo.

## Ochrana
Díky repatriaci v sousedních zemích – zejména v SRN a Rakousku – a zákazu pesticidů první generace (zejm. DDT) se na našem území vyskytuje sokol stěhovavý v počtu ±65 hnízdících párů (z odhadovaných 0 až 3 párů v letech 1985–1989).
Živočišný druh zachráněný před vyhynutím v poslední chvíli je poštolka mauricijská. Kvůli ničení životního prostředí včetně používání DDT a kvůli působení introdukovaných druhů přežívali v roce 1974 poslední čtyři ptáci. Byl zahájen záchranný program a po 10 letech se počet zvýšil přibližně na 50 jedinců. Do roku 1994 se vypuštění ptáci namnožili na 220–290 jedinců. Chov v zajetí je provozován nadále jako pojistka proti nenadálým událostem, které by volně žijící populace mohly ohrozit. V současnosti čítají divoké populace 800–1000 jedinců na třech lokalitách (podle IUCN ohrožený druh).
Důvody k ochraně
- ničení biotopů obecně
- ztráta hnízdních míst
- ztráta přirozených lovišť
- ohrožení pesticidy
- ohrožení úrazy elektrickým proudem
- ohrožení záměrným zabíjením či sekundární otravou
- ohrožení úmyslným poškozováním, odstraňováním či vybíráním hnízd
- držení a chov druhů, jejichž lov a odchyt jsou zakázány
- ohrožení neznalostí jednotlivých druhů a jejich chování

Základní relevantní právní předpisy

- ČESKO. Zákon č. 123 ze dne 1. března 2017, kterým se mění zákon č. 114/1992 Sb., o ochraně přírody a krajiny, ve znění pozdějších předpisů. Sbírka zákonů ČR. 2017, částka 44, s. 1258–1288. ISSN 1211-1244. Přístup z: http://aplikace.mvcr.cz/sbirka-zakonu/SearchResult.aspx?q=123/2017&typeLaw=zakon&what=Cislo_zakona_smlouvy
- ČESKO. Zákon č. 114 ze dne 19. února 1992, o ochraně přírody a krajiny. Sbírka zákonů ČR. 1992, částka 28, s. 666–692. ISSN 1211-1244. Dostupné také z: https://www.zakonyprolidi.cz/cs/1992-114
- ČESKO. Vyhláška č. 395 ze dne 11. června 1992, kterou se provádějí některá ustanovení zákona České národní rady č. 114/1992 Sb., o ochraně přírody a krajiny. Sbírka zákonů ČR. 1992, částka 80, s. 2212–2246. ISSN 1211-1244. Dostupné také z: https://www.zakonyprolidi.cz/cs/1992-395/zneni-20130715
- ČESKO. Zákon č. 167 ze dne 15. dubna 1992, na ochranu zvířat proti týrání. Sbírka zákonů ČR. 1993, částka 246, s. 1284–1290. ISSN 1211-1244. Dostupné také z: https://www.zakonyprolidi.cz/cs/1993-167
- ČESKO. Zákon 449 ze dne 27. listopadu 2001, o myslivosti. Sbírka zákonů ČR. 2001, částka 168, s. 9747–9770. ISSN 1211-1244. Dostupné také z: https://www.zakonyprolidi.cz/cs/2001-449